# Ekstraklasa 2021-22
La temporada 2021-22 fue la 88.ª edición de la Ekstraklasa, el más alto nivel de fútbol en Polonia desde su creación en 1927. El Lech Poznań se coronó campeón de la Liga Polaca por octava vez en su historia.

## Formato de competencia
La temporada regular consistió en un torneo de todos contra todos. Participaron un total de 18 equipos, 15 de los cuales estuvieron presentes en la temporada anterior, mientras que los tres restantes fueron promovidos de la I Liga 2020-21. La temporada comenzó el 23 de julio de 2021 y finalizó el 21 de mayo de 2022. Cada equipo disputó un total de 34 partidos, la mitad en casa y la otra mitad fuera. La temporada 2020-21 fue una temporada de transición (solo el equipo que ocupó el puesto 16º fue descendido a la I liga), para extender el número de clubes participantes de la Ekstraklasa de 16 a 18 equipos, a partir de la temporada 2021-22. Fue la quinta temporada de Ekstraklasa en utilizar el videoarbitraje (Video Assistant Referee, VAR).
Al final de la temporada, el equipo con más puntos en la ronda campeonato se proclama campeón y se clasifica a la segunda ronda previa de la Liga de Campeones de la UEFA 2021-22, mientras los equipos que acaben en segunda y tercera posición acceden a la clasificación de la Liga de Conferencia Europa de la UEFA 2021-22. Los clubes que finalicen en las tres últimas posiciones descienden a la I Liga.

## Ascensos y descensos
El último equipo de la temporada pasada, el Podbeskidzie Bielsko-Biała, descendió a la I Liga tras finalizar en 16.ª posición, siendo sustituido por los tres mejores equipos de la I Liga 2020-21: el Radomiak Radom, club que vuelve a la máxima categoría 36 temporadas después de su debut en la Ekstraklasa 1984/85 y el Termalica Bruk-Bet Nieciecza, tras tres años de ausencia en segunda división. El Górnik Łęczna fue el último en conseguir una plaza para la Ekstraklasa, después de vencer por 0-1 al ŁKS Lodz en la ronda de play-off de ascenso.
| Pos. | Descendido de la Ekstraklasa 2020-21 |
| ---- | ------------------------------------ |
| 16º  | Podbeskidzie Bielsko-Biała           |

| Pos.  | Ascendidos de la I Liga de Polonia 2020-21 |
| ----- | ------------------------------------------ |
| 1º    | Radomiak Radom                             |
| 2º    | Termalica Bruk-Bet Nieciecza               |
| Prom. | Górnik Łęczna                              |

## Equipos participantes
| Equipo                       | Ciudad      | Estadio                           | Capacidad |
| ---------------------------- | ----------- | --------------------------------- | --------- |
| KS Cracovia                  | Cracovia    | Estadio Mariscal Józef Piłsudski  | 15.114    |
| Górnik Łęczna                | Łęczna      | Estadio Górnik Łęczna             | 7.200     |
| Górnik Zabrze                | Zabrze      | Estadio Ernest Pohl               | 24.563    |
| Jagiellonia Białystok        | Białystok   | Estadio Municipal de Bialystok    | 22.432    |
| Lech Poznań                  | Poznań      | Estadio Municipal de Poznań       | 43.269    |
| Lechia Gdańsk                | Gdańsk      | Arena Gdansk                      | 43.615    |
| Legia de Varsovia            | Varsovia    | Estadio del Ejército Polaco       | 31.800    |
| Piast Gliwice                | Gliwice     | Estadio Municipal de Gliwice      | 10.037    |
| Pogoń Szczecin               | Szczecin    | Estadio Municipal Florian Krygier | 4.200     |
| Radomiak Radom               | Radom       | Estadio Lekkoatletyczno-Piłkarski | 4.072     |
| Raków Częstochowa            | Częstochowa | Estadio Municipal de Częstochowa  | 4.200     |
| Stal Mielec                  | Mielec      | Estadio MOSiR de Mielec           | 6.864     |
| Śląsk Wrocław                | Breslavia   | Estadio Municipal de Wrocław      | 45.105    |
| Termalica Bruk-Bet Nieciecza | Nieciecza   | Estadio Termalica Bruk-Bet        | 4.600     |
| Warta Poznań                 | Poznań      | Estadio Dyskobolia                | 5.383     |
| Wisła Cracovia               | Cracovia    | Estadio Henryk Reyman             | 33.326    |
| Wisła Płock                  | Płock       | Estadio Kazimierz Górski          | 3.000     |
| Zagłębie Lubin               | Lubin       | Dialog Arena                      | 16.068    |

### Personal y uniformes
| Club                         | Técnico            | Capitán               | Firma deportiva | Patrocinador         |
| ---------------------------- | ------------------ | --------------------- | --------------- | -------------------- |
| Bruk-Bet Termalica Nieciecza | Radoslav Látal     | Piotr Wlazło          | Adidas          | Bruk-Bet             |
| KS Cracovia                  | Jacek Zieliński    | Sergiu Hanca          | Puma            | Comarch              |
| Górnik Łęczna                | Kamil Kiereś       | Maciej Gostomski      | Jako            | Bogdanka             |
| Górnik Zabrze                | Jan Urban          | Przemysław Wiśniewski | Hummel          | Węglokoks            |
| Jagiellonia Białystok        | Ireneusz Mamrot    | Taras Romanczuk       | Kappa           | STS                  |
| Lech Poznań                  | Maciej Skorża      | Mikael Ishak          | Macron          | STS                  |
| Lechia Gdańsk                | Tomasz Kaczmarek   | Flávio Paixão         | New Balance     | Energa, Paytren      |
| Legia de Varsovia            | Aleksandar Vuković | Artur Jędrzejczyk     | Adidas          | Plus500              |
| Piast Gliwice                | Waldemar Fornalik  | Jakub Czerwiński      | Adidas          | Betclic, Kar-Tel     |
| Pogoń Szczecin               | Kosta Runjaić      | Damian Dąbrowski      | Capelli Sport   |                      |
| Radomiak Radom               | Dariusz Banasik    | Maciej Świdzikowski   | Joma            | Enea SA              |
| Raków Częstochowa            | Marek Papszun      | Andrzej Niewulis      | Macron          | x-kom                |
| Stal Mielec                  | Adam Majewski      | Krystian Getinger     | Adidas          | PGE                  |
| Śląsk Wrocław                | Piotr Tworek       | Krzysztof Mączyński   | Adidas          | Noblebet             |
| Warta Poznań                 | Dawid Szulczek     | Bartosz Kieliba       | Nike            | TotalBET             |
| Wisła Cracovia               | Jerzy Brzęczek     | Jakub Błaszczykowski  | Macron          | LV BET, Socios Wisła |
| Wisła Płock                  | Łukasz Nadolski    | Jakub Rzeźniczak      | Adidas          | PKN Orlen            |
| Zagłębie Lubin               | Piotr Stokowiec    | Saša Balić            | Nike            | KGHM                 |

## Clasificación
| Pos. | Equipo                           | Pts. | PJ | G  | E  | P  | GF | GC | Dif. | Clasificación o descenso                                         |
| ---- | -------------------------------- | ---- | -- | -- | -- | -- | -- | -- | ---- | ---------------------------------------------------------------- |
| 1    | Lech Poznań (C)                  | 74   | 34 | 22 | 8  | 4  | 67 | 24 | +43  | Clasificación para la Liga de Campeones de la UEFA 2022-23       |
| 2    | Raków Częstochowa                | 69   | 34 | 20 | 9  | 5  | 60 | 30 | +30  | Clasificación para la Liga Europa Conferencia de la UEFA 2022-23 |
| 3    | Pogoń Szczecin                   | 65   | 34 | 18 | 11 | 5  | 63 | 31 | +32  | Clasificación para la Liga Europa Conferencia de la UEFA 2022-23 |
| 4    | Lechia Gdańsk                    | 57   | 34 | 16 | 9  | 9  | 52 | 39 | +13  | Clasificación para la Liga Europa Conferencia de la UEFA 2022-23 |
| 5    | Piast Gliwice                    | 54   | 34 | 15 | 9  | 10 | 45 | 37 | +8   |                                                                  |
| 6    | Wisła Płock                      | 48   | 34 | 15 | 3  | 16 | 48 | 51 | −3   |                                                                  |
| 7    | Radomiak Radom                   | 48   | 34 | 11 | 15 | 8  | 42 | 40 | +2   |                                                                  |
| 8    | Górnik Zabrze                    | 47   | 34 | 13 | 8  | 13 | 55 | 55 | 0    |                                                                  |
| 9    | KS Cracovia                      | 46   | 34 | 12 | 10 | 12 | 40 | 42 | −2   |                                                                  |
| 10   | Legia Varsovia                   | 43   | 34 | 13 | 4  | 17 | 46 | 48 | −2   |                                                                  |
| 11   | Warta Poznań                     | 42   | 34 | 11 | 9  | 14 | 35 | 38 | −3   |                                                                  |
| 12   | Jagiellonia Białystok            | 40   | 34 | 9  | 13 | 12 | 39 | 50 | −11  |                                                                  |
| 13   | Zagłębie Lubin                   | 38   | 34 | 11 | 5  | 18 | 43 | 59 | −16  |                                                                  |
| 14   | Stal Mielec                      | 37   | 34 | 9  | 10 | 15 | 39 | 52 | −13  |                                                                  |
| 15   | Śląsk Wrocław                    | 35   | 34 | 7  | 14 | 13 | 42 | 52 | −10  |                                                                  |
| 16   | Termalica Bruk-Bet Nieciecza (D) | 32   | 34 | 7  | 11 | 16 | 36 | 56 | −20  | Descenso a I Liga                                                |
| 17   | Wisła Cracovia (D)               | 31   | 34 | 7  | 10 | 17 | 37 | 54 | −17  | Descenso a I Liga                                                |
| 18   | Górnik Łęczna (D)                | 28   | 34 | 6  | 10 | 18 | 29 | 60 | −31  | Descenso a I Liga                                                |

 Fuente: ekstraklasa.org
Criterios de clasificación: 1) Puntos; 2) puntos entre sí; 3) diferencia de goles; 4) Goles marcados.

### Resultados
| Local \ Visitante            | BBT | CRA | GKŁ | GÓR | JAG | LPO | LGD | LEG | PIA | POG | RAD | RAK | STA | ŚLĄ | WAR | WIS | WPŁ | ZAG |
| ---------------------------- | --- | --- | --- | --- | --- | --- | --- | --- | --- | --- | --- | --- | --- | --- | --- | --- | --- | --- |
| Termalica Bruk-Bet Nieciecza | —   | 1–2 | 1–1 | 3–1 | 2–1 | 1–3 | 0–2 | 0–0 | 0–1 | 1–3 | 1–1 | 0–3 | 1–1 | 4–3 | 1–0 | 2–2 | 1–0 | 0–2 |
| KS Cracovia                  | 1–2 | —   | 0–2 | 2–2 | 2–1 | 3–3 | 2–0 | 1–0 | 0–1 | 1–1 | 1–2 | 1–0 | 3–3 | 1–2 | 2–0 | 0–0 | 3–0 | 1–0 |
| Górnik Łęczna                | 1–1 | 1–1 | —   | 1–2 | 0–1 | 1–1 | 0–4 | 0–1 | 1–1 | 0–4 | 1–0 | 0–0 | 2–0 | 1–1 | 0–4 | 1–3 | 3–2 | 2–1 |
| Górnik Zabrze                | 1–1 | 3–0 | 4–2 | —   | 1–2 | 1–3 | 1–3 | 3–2 | 0–1 | 2–2 | 0–0 | 1–1 | 1–0 | 3–1 | 1–0 | 0–1 | 4–2 | 0–0 |
| Jagiellonia Białystok        | 1–0 | 0–0 | 1–2 | 1–3 | —   | 1–0 | 1–1 | 2–2 | 3–3 | 1–2 | 1–1 | 3–0 | 1–1 | 1–1 | 1–1 | 3–1 | 0–1 | 2–1 |
| Lech Poznań                  | 5–0 | 2–0 | 3–0 | 2–1 | 3–0 | —   | 2–0 | 1–1 | 1–0 | 1–1 | 0–0 | 0–1 | 3–1 | 4–0 | 2–0 | 5–0 | 4–1 | 2–1 |
| Lechia Gdańsk                | 2–0 | 3–0 | 2–0 | 1–1 | 1–2 | 1–0 | —   | 3–1 | 1–0 | 0–0 | 2–2 | 3–1 | 3–2 | 2–0 | 2–0 | 1–1 | 1–0 | 2–1 |
| Legia Varsovia               | 4–1 | 3–0 | 3–1 | 5–3 | 1–0 | 0–1 | 2–1 | —   | 0–1 | 0–2 | 0–3 | 2–3 | 1–3 | 1–0 | 0–1 | 2–1 | 1–0 | 4–0 |
| Piast Gliwice                | 2–1 | 2–4 | 1–0 | 0–0 | 2–1 | 1–2 | 1–0 | 4–1 | —   | 0–2 | 1–1 | 2–3 | 1–1 | 1–1 | 0–1 | 1–0 | 4–3 | 0–1 |
| Pogoń Szczecin               | 2–2 | 1–1 | 4–1 | 2–0 | 4–1 | 0–3 | 5–1 | 3–1 | 1–0 | —   | 4–0 | 1–2 | 4–1 | 2–1 | 1–1 | 4–1 | 1–2 | 2–1 |
| Radomiak Radom               | 1–1 | 0–1 | 3–1 | 1–0 | 2–2 | 2–1 | 2–0 | 3–1 | 2–2 | 1–1 | —   | 0–1 | 1–1 | 1–1 | 1–0 | 4–2 | 1–1 | 1–6 |
| Raków Częstochowa            | 3–2 | 1–1 | 2–1 | 1–2 | 5–0 | 2–2 | 3–0 | 1–1 | 1–0 | 0–0 | 2–2 | —   | 2–1 | 1–1 | 3–0 | 2–0 | 2–0 | 4–0 |
| Stal Mielec                  | 1–0 | 1–2 | 2–0 | 1–2 | 1–1 | 0–0 | 3–3 | 2–1 | 0–2 | 0–1 | 1–0 | 0–3 | —   | 1–1 | 0–1 | 2–1 | 2–1 | 4–2 |
| Śląsk Wrocław                | 0–4 | 0–2 | 0–0 | 3–4 | 2–2 | 0–1 | 1–1 | 1–0 | 1–3 | 1–1 | 0–0 | 1–2 | 2–1 | —   | 2–2 | 1–1 | 3–1 | 0–0 |
| Warta Poznań                 | 0–0 | 1–0 | 1–1 | 2–1 | 1–1 | 1–2 | 0–2 | 0–2 | 2–3 | 1–1 | 3–1 | 0–2 | 0–0 | 2–1 | —   | 1–1 | 1–2 | 0–2 |
| Wisła Cracovia               | 3–0 | 1–0 | 0–0 | 4–1 | 0–0 | 1–1 | 2–2 | 1–0 | 2–2 | 0–1 | 0–1 | 1–2 | 0–1 | 0–5 | 0–1 | —   | 3–4 | 3–0 |
| Wisła Płock                  | 1–1 | 2–1 | 3–1 | 3–2 | 3–0 | 0–1 | 1–0 | 1–0 | 0–2 | 1–0 | 1–0 | 1–1 | 3–0 | 1–2 | 0–3 | 2–0 | —   | 4–0 |
| Zagłębie Lubin               | 2–1 | 1–1 | 3–1 | 2–4 | 0–1 | 2–3 | 2–2 | 1–3 | 0–0 | 2–0 | 0–2 | 1–0 | 3–1 | 1–3 | 0–4 | 2–1 | 3–1 | —   |

## Estadísticas jugadores

### Máximos goleadores
- Actualizado el 16 de mayo de 2022.

| Pos.          | Jugador          | Club              | Goles |
| ------------- | ---------------- | ----------------- | ----- |
| 1             | Mikael Ishak     | Lech Poznań       | 18    |
| 1             | Ivi López        | Raków Częstochowa | 18    |
| 3             | Karol Angielski  | Radomiak Radom    | 17    |
| 4             | João Amaral      | Lech Poznań       | 14    |
| 4             | Łukasz Zwoliński | Lechia Gdańsk     | 14    |
| 6             | Łukasz Sekulski  | Wisła Płock       | 13    |
| 7             | Erik Expósito    | Śląsk Wrocław     | 11    |
| 7             | Patryk Szysz     | Zagłębie Lubin    | 11    |
| 7             | Bartosz Śpiączka | Górnik Łęczna     | 11    |
| 10            |                  |                   |       |
| Flávio Paixão | Lechia Gdańsk    | 10                |       |
| Luka Zahović  | Pogoń Szczecin   | 10                |       |

### Máximos asistentes
- Actualizado el 16 de mayo de 2022.

| Pos. | Jugador           | Club                  | Asistencias |
| ---- | ----------------- | --------------------- | ----------- |
| 1    | Josué Pesqueira   | Legia Varsovia        | 12          |
| 2    | João Amaral       | Lech Poznań           | 8           |
| 3    | Damian Kądzior    | Piast Gliwice         | 7           |
| 3    | Joel Pereira      | Lech Poznań           | 7           |
| 3    | Rafał Wolski      | Wisła Płock           | 7           |
| 6    | Ivi López         | Raków Częstochowa     | 6           |
| 6    | Flávio Paixão     | Lechia Gdańsk         | 6           |
| 6    | Patryk Szysz      | Zagłębie Lubin        | 6           |
| 6    | Kamil Grosicki    | Pogoń Szczecin        | 6           |
| 6    | Jakub Kamiński    | Lech Poznań           | 6           |
| 6    | Fran Tudor        | Raków Częstochowa     | 6           |
| 6    | Bojan Nastić      | Jagiellonia Białystok | 6           |
| 6    | Krystian Getinger | Stal Mielec           | 6           |